# Braine-le-Comte
Pour les articles homonymes, voir Braine.
Braine-le-Comte (en néerlandais 's-Gravenbrakel, en wallon Brinne-e-Hinnot) est une ville francophone de Belgique située en Région wallonne dans la province du Hainaut.
La ville se situe sur la route nationale 6 (Belgique) passant par Mons jusqu'à Bruxelles, à 25 km de Mons, à 6 km de Soignies, Écaussinnes et Ronquières.
Aujourd'hui, Braine-le-Comte appartient à l'arrondissement judiciaire de Mons, à l'arrondissement administratif de Soignies et au canton de justice de paix de Soignies. Au point de vue religieux catholique, sa paroisse dépend du doyenné de Soignies et du diocèse de Tournai.

## Géographie

### Sections de commune
| # | Nom                    | Superf. (km2) | Habitants (2020) | Habitants par km2 | Code INS |
| - | ---------------------- | ------------- | ---------------- | ----------------- | -------- |
| 1 | Braine-le-Comte        | 40,08         | 15 660           | 391               | 55004A   |
| 2 | Hennuyères             | 11,62         | 3 457            | 298               | 55004B   |
| 3 | Ronquières             | 14,82         | 1 387            | 94                | 55004C   |
| 4 | Henripont              | 1,25          | 397              | 317               | 55004D   |
| 5 | Petit-Rœulx-lez-Braine | 5,32          | 693              | 130               | 55004E   |
| 6 | Steenkerque            | 11,78         | 468              | 40                | 55004F   |

### Communes limitrophes
|                | Silly Enghien Rebecq Tubize  |                |
| Silly Soignies | Braine-le-Comte              | Ittre Nivelles |
|                | Soignies Écaussinnes Seneffe |                |

## Climat
Le climat de la région de Braine-le-Comte est un climat tempéré océanique comme pour l'ensemble de la partie occidentale de la Belgique et cela grâce à la proximité de l'océan Atlantique qui régule le temps grâce à l'inertie calorifique de ses eaux. Le climat peut-être influencé par des zones humides et douces en provenance de l'océan mais aussi par des zones sèches (chaudes en été et froides en hiver) en provenance de l'intérieur du continent européen. En moyenne (moyenne faite sur une période couvrant les 100 dernières années), on observe environ 200 jours de pluie par an dans la région de Braine-le-Comte tout comme dans la majeure partie de la Belgique (plus dans les Ardennes et moins à la côte).
| Mois                                    | J   | F   | M   | A   | M    | J    | J    | A    | S    | O   | N   | D   | Moyenne annuelle |
| --------------------------------------- | --- | --- | --- | --- | ---- | ---- | ---- | ---- | ---- | --- | --- | --- | ---------------- |
| Températures (°C) (sous abri, moyennes) | 1,8 | 2,7 | 4,8 | 8,0 | 11,7 | 14,9 | 16,5 | 16,3 | 13,9 | 9,7 | 5,4 | 2,4 | 9,0              |
| Précipitations (hauteur moyenne en mm)  | 58  | 47  | 50  | 54  | 66   | 72   | 78   | 76   | 70   | 70  | 66  | 65  | 772              |

## Évolution démographique

### Démographie: avant la fusion des communes
- Source : DGS recensements population.

### Démographie: commune fusionnée
En tenant compte des anciennes communes entraînées dans la fusion de communes de 1977, on peut dresser l'évolution suivante :
Les chiffres des années 1831 à 1970 tiennent compte des chiffres des anciennes communes fusionnées.
- Source : DGS, de 1831 à 1981 = recensements population ; à partir de 1990 = nombre d'habitants chaque 1er janvier[5].

## Histoire

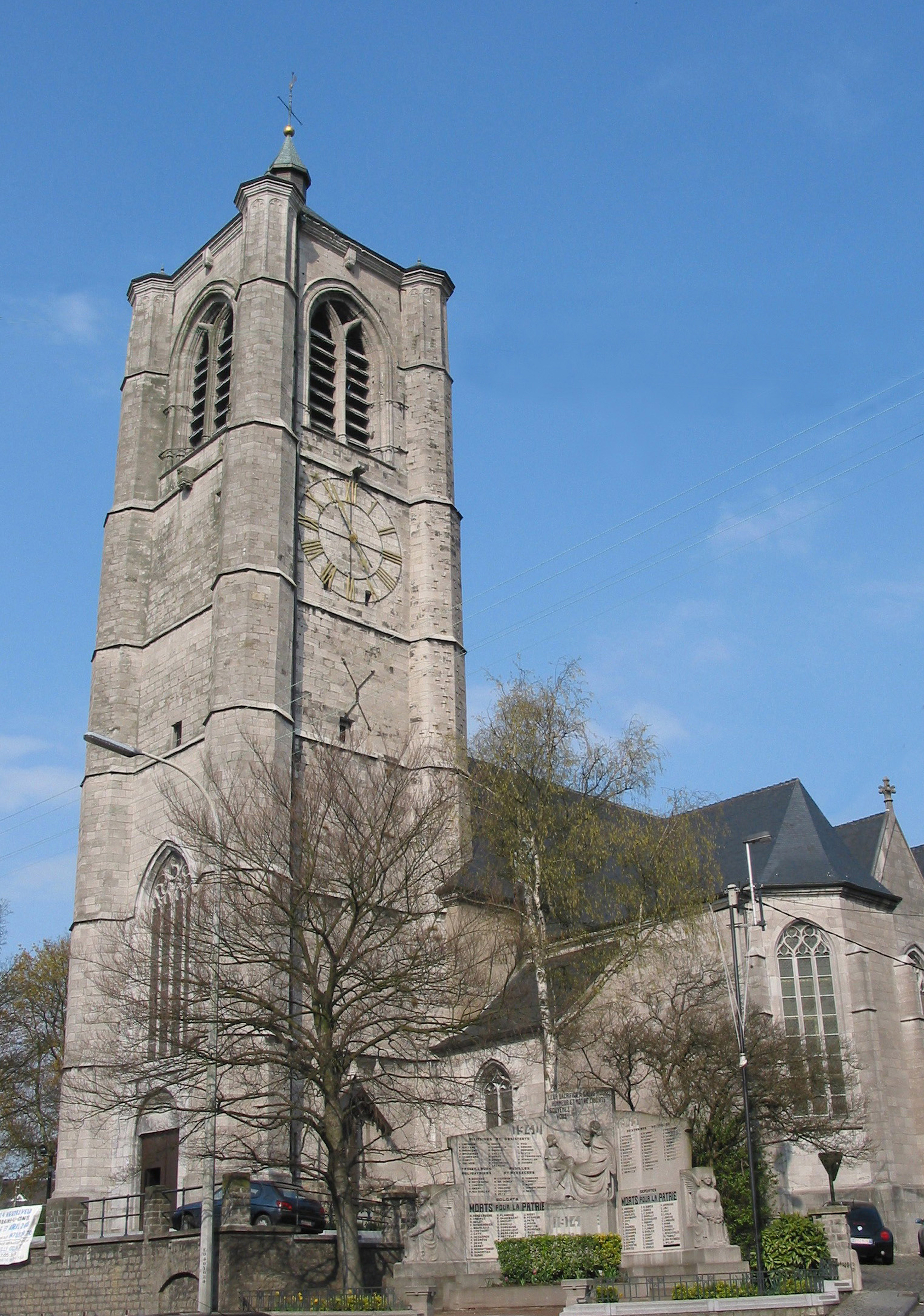
L'église Saint-Géry.

L'origine de son nom reste obscure, il provient en partie de la Brainette, rivière prenant sa source dans le Bois de Houssière et se jetant dans la Senne à Steenkerque. Voici quelques variantes onomastiques que nous fournissent les documents : Braina, Brennacum, Brania (1060), Braine la Wihote (1070), Brania, Wilhota (1150), Brenna, Wilhotica (1150), Braine la Villote (vers 1200), Braine (1280).
Cette localité fondée par saint Géry, évêque de Cambrai (mort vers 619), était, au XIIe siècle, un village appelé Braine-la-Villotte.
Le comte de Hainaut Baudouin IV le Bâtisseur, l'ayant acquise en 1150 du chapitre de Sainte-Waudru, à Mons, l'appela Braine-le-Comte. Pour se protéger des Brabançons, il la fortifia et fit bâtir un château fort achevé par son fils Baudouin V.
La cité fut pillée et saccagée en 1424 par les Brabançons, sous l'autorité du comte Philippe de Saint-Pol, frère du duc Jean IV de Brabant. Braine fut à nouveau prise d'assaut en l'an 1583 par les milices soulevées contre les Espagnols.
Braine-le-Comte a donné naissance à François Du Bois, dit le docteur Sylvius, (1581-1649), qui a mérité du pape Benoît XIV le titre de magni nominis theologus, théologien de grand renom, à cause de la clarté et de la solidité de son enseignement. Il a écrit un commentaire très savant de la Somme théologique de saint Thomas d'Aquin.
En 1652, le roi d'Espagne céda la ville de Braine-le-Comte à la maison d'Arenberg en échange de la terre de Zevenbergen, de sorte que le duc d'Arenberg en avait la seigneurie et la juridiction ainsi que sa châtellenie qui comprenait onze villages.
En 1677, Carlos de Gurrea, duc de Villahermosa, gouverneur général des Pays-Bas, fit sauter le château bâti par le comte de Hainaut Baudouin IV, et ses remparts, pour empêcher les Français de s'y retirer. Cette destruction des fortifications se poursuivit par la disparition en 1776 des portes de Mons et de Bruxelles protégeant l'entrée de la ville.
En 1815, le quartier général du prince d'Orange séjourna à Braine-le-Comte pendant six semaines. Il partit de cette ville pour se trouver en première ligne en face du maréchal Ney, à l'attaque de Gimioncourt, à Quatre-Bras.
Au premier janvier 1977, les villages d'Hennuyères, d'Henripont, de Petit-Rœulx-lez-Braine, de Ronquières et de Steenkerque fusionnèrent avec la ville de Braine-le-Comte, ce qui fit accroître la superficie de la commune de 3 999 à 8 468 hectares.

### Développement industriel

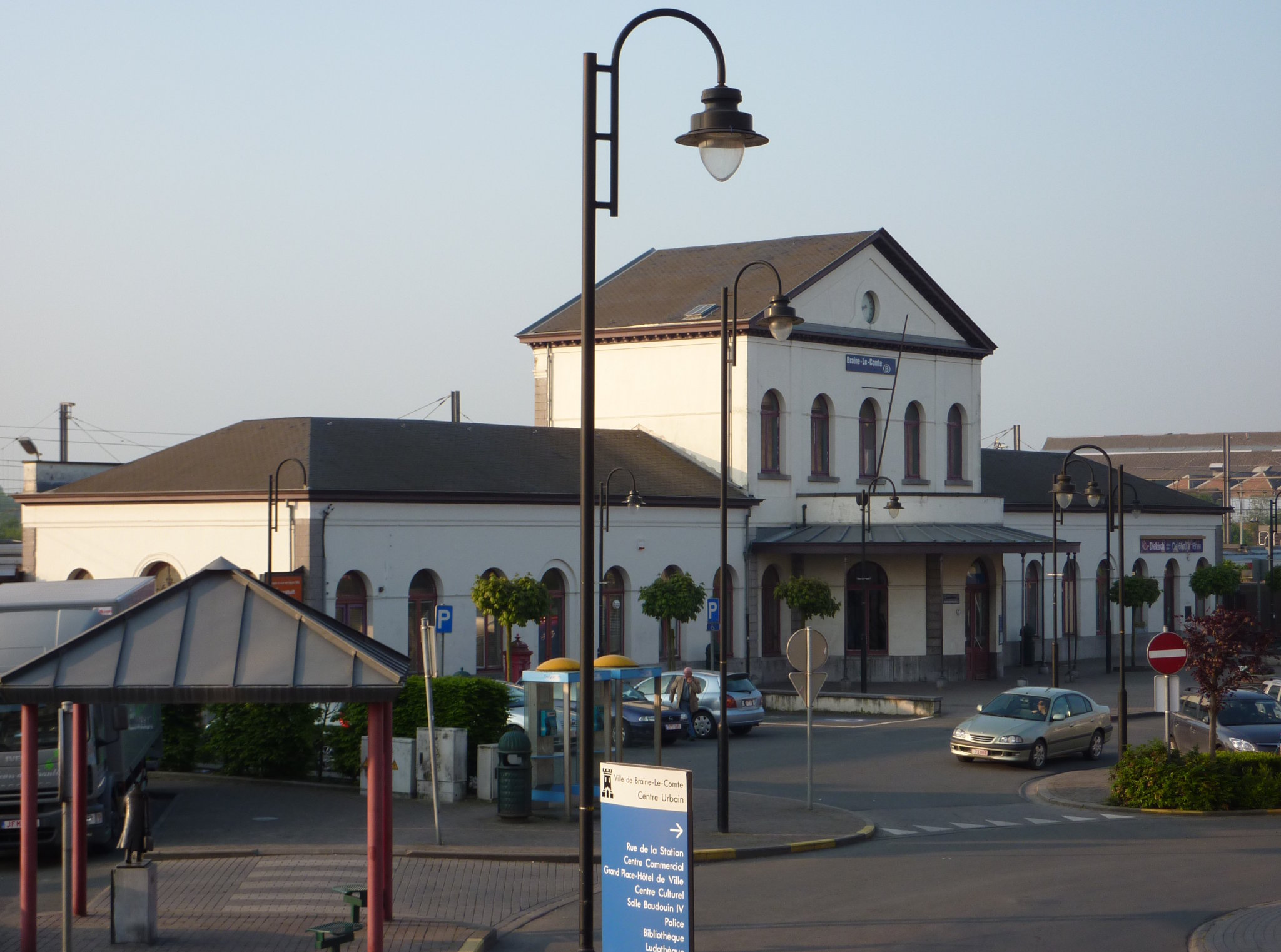
La gare SNCB de Braine-le-Comte.

Le monde change encore et le XVIIIe siècle apporte son lot de nouveautés : une chaussée toute droite, payante et carrossable en tout temps, qui, dès le début du siècle (décision en 1704) place pour longtemps la ville sur le chemin « obligé » de Mons à Bruxelles. Mais aussi une révolution dans l'architecture qui conduit à abandonner les matériaux périssables (terre crue, bois, chaume) pour leur substituer la pierre et la brique. À cet égard, les années 1760 sont véritablement les « golden sixties » du XVIIIe siècle.
À la suite de la Révolution française, la féodalité et les abbayes perdent définitivement leur emprise. La société se sécularise. La ville est placée sous l'autorité d'un maire et d'un conseil élu par les habitants. Le monde se libéralise par la même occasion et des entrepreneurs s'engagent sur les voies d'une société industrialisée. La ville s'enrobe de fabriques (filatures de coton, imprimerie Zech, papeterie Catala, brasserie Deflandre, etc.) tandis que Ronquières se développe à la suite de l'implantation du canal Charleroi-Bruxelles et au passage incessant des mariniers. Comme la ville se trouve sur l'axe Mons-Bruxelles, il est tout naturel que l'on s'active pour y accueillir une station de la ligne ferroviaire destinée à relier Bruxelles à Paris. C'est chose faite dès 1841. La gare de Braine-le-Comte, assez largement préservée depuis lors, peut ainsi s'enorgueillir d'être l'une des plus anciennes du monde. Autour de la gare, des entreprises nouvelles (constructions métalliques, atelier des locomotives, verrerie, etc.) ainsi que de nouveaux quartiers (rue de la Station, avec la gare en point de mire, et « quartier Léopold ») voient le jour et animent des faubourgs de plus en plus étendus. Très tôt, tandis que Braine-le-Comte devient tête de ligne vers Namur et le Luxembourg, des « navetteurs » brainois vont chercher du travail à Bruxelles. Pendant que les navetteurs flamands, par trains entiers, traversent la ville pour s'éparpiller dans tout le bassin industriel du Centre. Tout autour, l'époque est marquée par d'intenses aménagements, tant publics que privés. Il s'ensuit que les sablières du bois de la Houssière sont rudement mises à contribution. C'est également dans le cadre de cette évolution que se développe à Hennuyères un centre de production réputé pour ses tuiles et ses hourdis de terre cuite. Le tout transitant évidemment par la voie ferrée.
Au XXe siècle, la ville ancienne reste le cœur de l'agglomération puis d'une entité. Stimulés par la facilité du rail puis la proximité des axes autoroutiers et de la capitale, les quartiers nouveaux se multiplient. Au centre-ville, sept façades « Art nouveau » sont construites à la rue Henri Neuman. Des dizaines d'immeubles rappellent l'époque de l'Art déco (années 1930). Une monumentale École normale, faisant suite à une belle série de réalisations architecturales dans le domaine scolaire (Fondation Neuman, athénée), préfigure le développement d'un enseignement supérieur. Parmi le patrimoine qui se met en place au cours du dernier siècle, plusieurs centaines d'habitations sociales scandent les progrès de l'habitat privé. Autant de « villas » se construisent autour de la ville et spécialement dans le secteur situé entre elle et le bois de la Houssière. L'agriculture, moteur traditionnel, change elle aussi. Son patrimoine est assez remarquable et monumental pour passer le cap de cette crise, mais, il subit de lourdes atteintes. La disparition des moulins puis des granges en est l'un des signes les plus manifestes. Dans la foulée, les vieilles industries locales disparaissent les unes après les autres, marquant ici une désindustrialisation précoce. Le phénomène de navette avec la capitale n'en prend qu'un tour plus marqué d'autant que des flots d'élèves se mettent quotidiennement en route en sens inverse.
Sur le territoire d'un village de la future entité apparaît encore l'un des plus remarquables monuments belges du XXe siècle : le plan incliné de Ronquières. Sans oublier le nouveau canal Charleroi-Bruxelles jaugeant à 1 350 tonnes qui se fait ainsi son chemin entre Bruxelles et Charleroi.
Braine-le-Comte était en possession d'une charte-loi.
Braine-le-Comte possède la plus vieille gare de Belgique encore en activité.

## Armoiries
|  | Blason de Braine-le-Comte. Elles lui ont été octroyées le 21 juillet 1838 et à nouveau le 1er décembre 1977. Le village de Braine a été acheté en 1158 par le Comte Baudouin IV de Hainaut qui y a construit un château-fort qui a été nommé Braine-le-Comte depuis lors. Ce château-fort a joué un rôle important dans plusieurs guerres au cours des siècles. Il n'est pas étonnant que le plus vieux sceau de la ville connu datant du XVe siècle montre un grand château. Cette représentation du château se simplifia petit-à-petit à une simple tour sur les derniers sceaux. Le conseil local décida de l'usage du château dans ses armoiries en 1816 et 1820. Mais il a fallu attendre 1822 pour que les armoiries soient officiellement octroyées. Blasonnement : D’argent à une tour de sable crénelée de deux pièces et de deux demies. - Délibération communale : 17 janvier 1977 - Arrêté royal : 1er décembre 1977 - Moniteur belge : 15 février 1978 |

## Politique et administration

### Conseil et collège communal 2024-2030
Ci-dessous, le tableau des résultats des élections communales de 2024.
| Parti | Parti    | Voix (2024) | Voix (2018) | % (2024) | % (2018) | +/-    | Sièges  | +/- | Collège |
| ----- | -------- | ----------- | ----------- | -------- | -------- | ------ | ------- | --- | ------- |
|       | ECOLO    | 1.691       | 2.564       | 12,29%   | 19,63%   | 7.34 % | 3 / 27  | 2.0 | Non     |
|       | PS       | 2.732       | 2.396       | 19,86%   | 18,34%   | 1.51 % | 5 / 27  | 0.0 | Non     |
|       | BRAINE   | 6.821       | 5.924       | 49,58%   | 45,36%   | 4.22 % | 15 / 27 | 2.0 | Oui     |
|       | Ensemble | 2.514       | 2.177       | 18,27%   | 16,67%   | 1.6 %  | 4 / 27  | 0.0 | Oui     |
| Total | Total    | 13 758      | 13 061      | 100 %    | 100 %    |        | 27      |     |         |

| Collège communal   |                         |                        |
| ------------------ | ----------------------- | ---------------------- |
| Bourgmestre        | Maxime Daye             | MR - BRAINE            |
| 1er Échevin        | Léandre Huart           | MR - BRAINE            |
| 2e Échevine        | Ludivine Papleux        | MR - BRAINE            |
| 3e Échevin         | André-Paul Coppens      | MR - BRAINE            |
| 4e Échevin         | Christophe Houssiau     | BRAINE                 |
| 5e Échevin         | Pierre-Yves Hubaut      | BRAINE                 |
| Présidente du CPAS | Anne-Catherine Roobaert | Les Engagés - ENSEMBLE |

### Jumelages
- Braine (Aisne) (France)
- Codroipo (Italie)
- Vadu Izei (Roumanie)
- Ouagadougou  (Burkina Faso)

### Liste des Bourgmestres depuis 1830

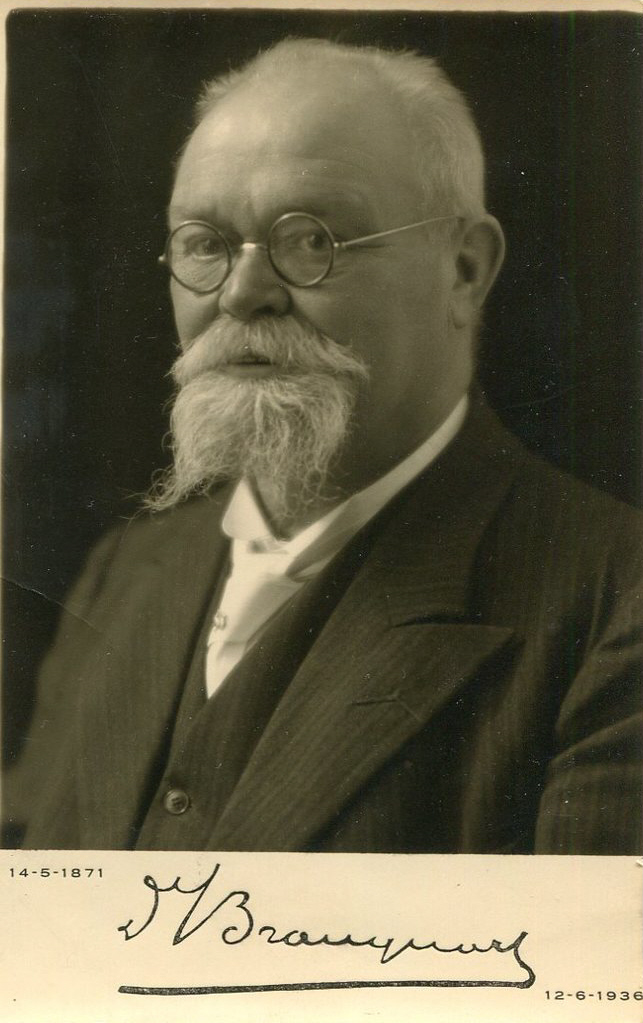
René Branquart, Bourgmestre de 1922 à 1927.

- 1830-1846 : Jean-François de Wouters de Vronhoven.
- 1846-1847 : Émile Dubois.
- 1847-1857 : Louis Albert Debroux.
- 1860-1876 : Étienne Delcroix.
- 1876-1884 : Félicien Étienne.
- 1886-1888 : Henri Neuman.
- 1888-1893 : Jean-Baptiste Cornet.
- 1893-1915 : Henri Neuman (1856-1916).
- 1915-1921 : Émile Heuchon.
- 1922-1927 : René Branquart.
- 1927-1930 : Aimé Oblin.
- 1930-1931 : Édouard Moucheron.
- 1931-1932 : Paul Zech.
- 1933-1936 : René Branquart.
- 1936-1939 : René Lepers.
- 1939-1940 : Louis Catala.
- 1944-1947 : Louis Catala.
- 1947-1963 : Joseph Martel (1903-1963).
- 1963-1964 : Lucien Lammens.
- 1965-1970 : Joseph Oblin.
- 1971-1976 : Auguste Brison.
- 1977-1982 : César Gillis.
- 1983-1985 : Pierre Dupont.
- 1986-1994 : Jean-Marie Martens.
- 1995-2000 : Jean-Jacques Flahaux.
- 2001-2006 : Daniel Renard.
- 2006-2015 : Jean-Jacques Flahaux.
- 2015- : Maxime Daye.

## Patrimoine et culture

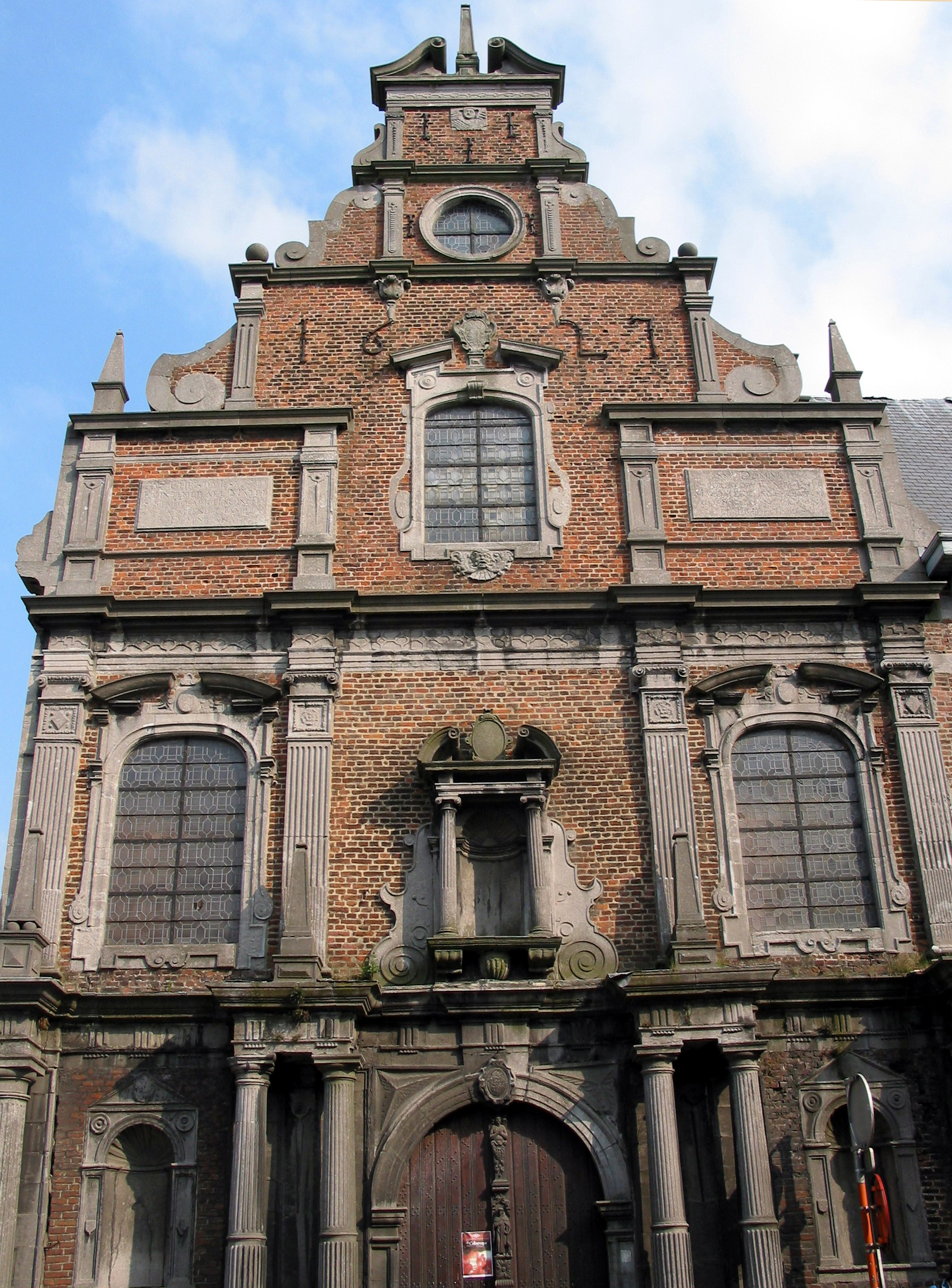
Façade de l'église du couvent des Dominicains (XVIIe siècle).

### Patrimoine architectural
- Chapelle et couvent des Dominicains de Braine-le-Comte.
- Chapelle Saint-Roch de Braine-le-Comte.
- Gare de Braine-le-Comte.
- Hôtel d'Arenberg, ancien hôtel de ville.
- Plan incliné de Ronquières.
- Église Saint-Géry.

### Culture
Le siège d'activités du Centre d'animation et de recherche en histoire ouvrière et populaire (Carhop ASBL) est situé à Braine-le-Comte.

#### Festivités brainoises
- Cortège carnavalesque le dimanche des Rameaux, notamment avec les Gilles Brainois et leurs Paysannes et les Paysannes de Braine-le-Comte.
- Tournoi Tilburck ([balle pelote]) à la mi-juillet depuis 1970.
- 24 heures vélo de Braine-le-Comte. depuis 1997 à 2015.
- Rallye de la Haute-Senne.
- Autumn Rock Festival.
- Rising Moon Festival (2015 à 2018).
- Ronquières Festival, 1er week-end d'août (http://www.ronquieresfestival.be/fr).
- Brocante des étangs depuis 1993.

## Galerie

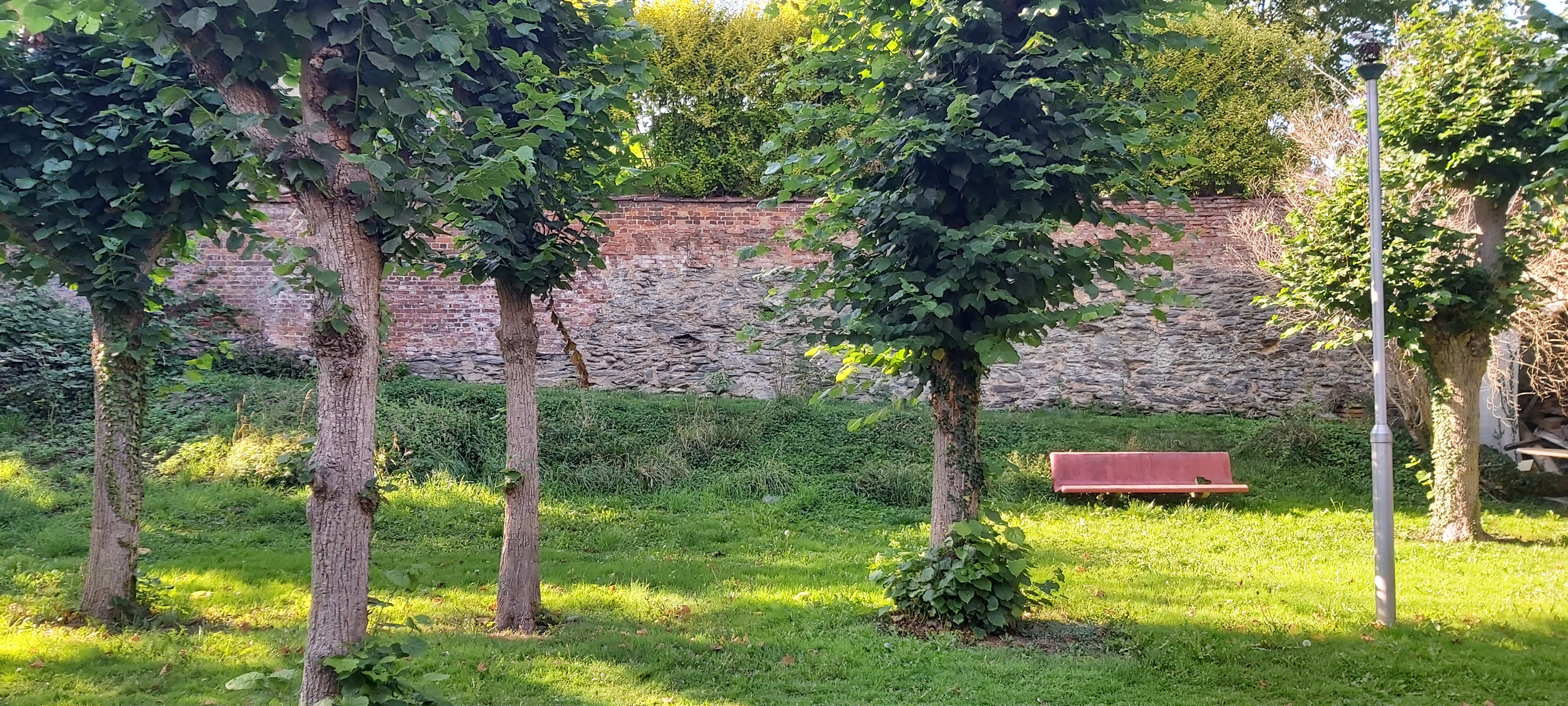
Muraille Larcée, faisant partie des remparts de la ville.
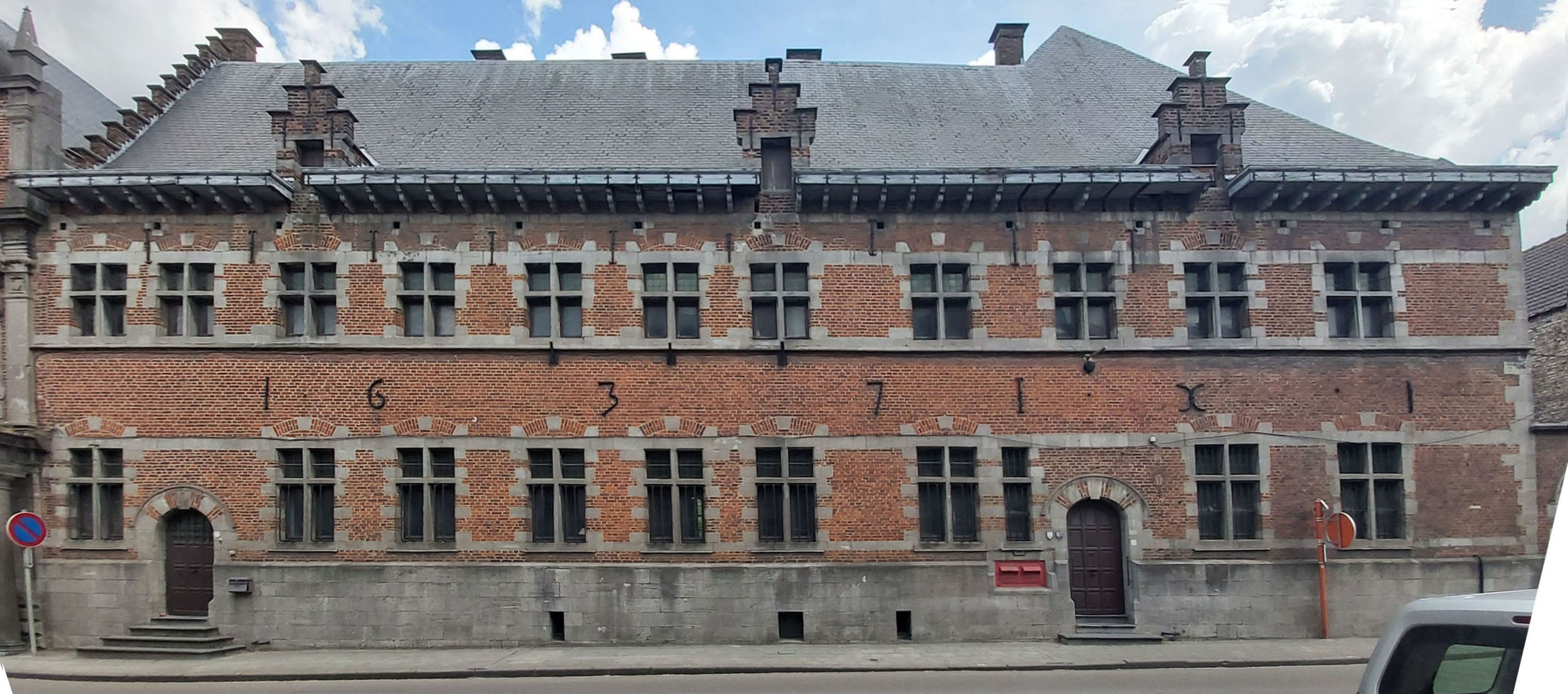
Le couvent des Dominicains.
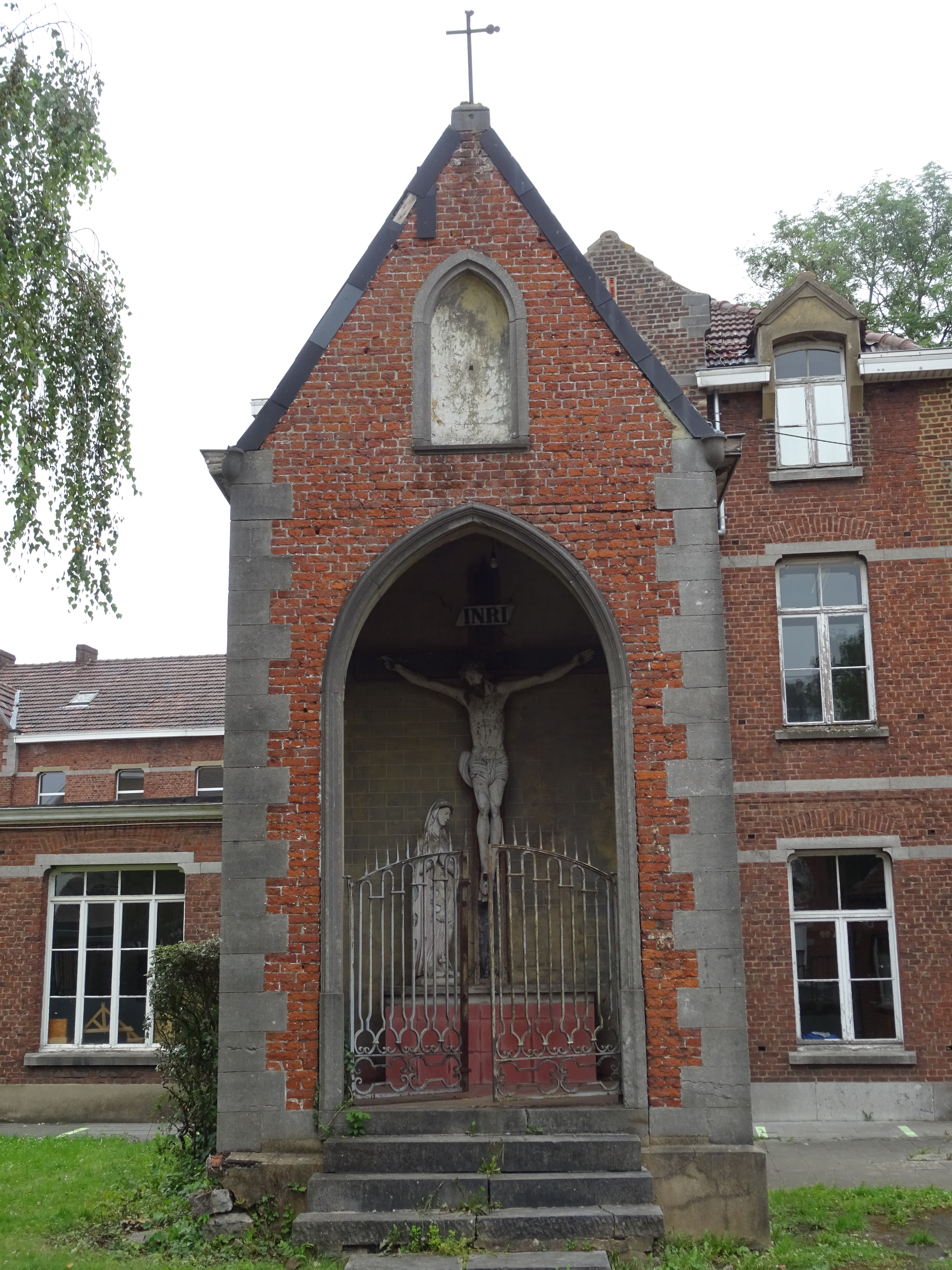
La chapelle Saint-Roch.

## Économie
Durant la période industrielle, la ville jouissait d'une forte économie basée sur les filatures de coton, l'imprimerie Zech, la papeterie Catala, la brasserie Deflandre, etc. Ensuite, ces industries firent place aux constructions métalliques, aux ateliers de locomotives (La société des ABT ayant déclaré faillite en 1992) et aux verreries qui donnèrent à la ville son essor économique. Ces entreprises se retrouvèrent en déclin à la suite de nombreuses délocalisations et restructurations. Actuellement, la ville de Braine-le-Comte compte quelques PME, ainsi que quelques commerces. On peut aussi citer un développement touristique et culturel qui est de plus en plus appuyé.

## Personnalités liées à la ville
- François Du Bois, dit Sylvius (1581-1649).
- Madame de Beyens de Grambais, lors de la révolution française, cacha des prêtres dans sa demeure rue Basse et y faisait célébrer clandestinement la messe[11].
- Le comte Louis Ghislain de Merode (1821-1876), personnalité politique, né à Braine-le-Comte.
- Le père Damien (1840-1889), missionnaire belge, y améliora son français.
- Émile Raguet (1854-1929), missionnaire belge au Japon.
- Louis-Ghislain Declercq (1865-1937), pianiste, organiste, carillonneur, professeur à l'académie de musique.
- Auguste-Joseph de Bray (1874-1964), fondateur de l'École des hautes études commerciales de l'Université de Montréal et de la Faculté de commerce de l'Université de Santiago de Chili.
- Arthur Pater (1883-1932), homme de presse à Charleroi et député libéral né à Braine-le-Comte.
- Marcel Lobet (1907-1992), écrivain, né au 34, rue d'Horrues.
- Luc Declercq (1911-1997), poète, écrivain.
- Jean-Joseph Lenoir (1913-2002), homme politique.
- Alfred Brux[12] (1922-2002), peintre, graveur, lithographe[13].
- Pol Laurent (Braine-le-Comte 1927 – Vaison-la-Romaine 2004), poète, graveur, peintre, pédagogue.
- Françoise Collin (1928-2012), romancière, philosophe et féministe belge.
- Abbé Joseph Renard, curé de Braine-le-Comte de 1938 à 1952. Résistant à l'occupation nazie, arrêté le 13 juin 1944 et rescapé des camps de Buchenwald, Dora et Bergen Belsen.
- Henri Desclez (né en 1942), bédéiste.
- Thibaut Detroux (né en 1989), fondateur de la société Nolisys.
- Eden Hazard (né en 1991), footballeur international et joueur de l'équipe nationale belge, évolua durant sa jeunesse au Royal Stade brainois.
- Thorgan Hazard (né en 1993), footballeur international.